# Andrew Schacht
Andrew Schacht (ur. 22 maja 1973 roku w Adelaide) – australijski siatkarz plażowy. Uczestnik igrzysk olimpijskich w Atenach w 2004 roku, gdzie zajął wraz z Slackiem 9. miejsce. Uczestnik World Touru w którym największym sukcesem jest drugie miejsce podczas turnieju w Montrealu (wraz z Slackiem). Swój debiut zaliczył podczas turnieju w Rio de Janeiro w 1996 roku. Jego partnerem był Andy Burdin, a zespół zajął 17. miejsce.

## Życie prywatne
Andrew Schacht urodził się w australijskim mieście Adelaide. Właśnie w tym mieście obecnie mieszka. Zna tylko jeden język - angielski. W wolnym czasie gra w golfa lub spędza czas ze znajomymi.

## Miejsca w czołowej trójce
Andrew Schacht cztery razy stawał na podium zawodów zaliczanych do World Tour, jednak dotychczas, ani razu nie wygrał zawodów.
| Lp. | Data               | Miejsce        | Partner      | Medal | Przeciwnicy w finale | Wynik finałowy            |
| 1.  | 23 - 27 lipca 2003 | Espinho        | Joshua Slack |       |                      |                           |
| 2.  | 3 - 8 lipca 2007   | Montreal       | Joshua Slack |       | Emanuel/Ricardo      | 1:2 (21:17, 13:21, 16:18) |
| 3.  | 27 - 29 lipca 2007 | Gstaad         | Joshua Slack |       |                      |                           |
| 4.  | 3 - 8 czerwca 2008 | Stare Jabłonki | Joshua Slack |       |                      |                           |

Uczestniczył dotychczas we wszystkich zawodach World Touru w Polsce.